# Салдимиров, Денис Геральдович
Денис Геральдович Салдимиров (10 марта 1980, Чебоксары) — российский биатлонист, призёр чемпионата России, чемпион Европы среди юниоров, призёр чемпионата мира среди юниоров. Мастер спорта России международного класса.

## Биография
Воспитанник чебоксарского биатлона, тренировался под руководством своих родителей Г. П. Салдимирова и Маргариты Салдимировой. На внутренних соревнованиях представлял Республику Чувашия и команду Вооружённых сил. Некоторое время выступал параллельным зачётом за Санкт-Петербург.

### Юниорская карьера
На чемпионате Европы среди юниоров 2000 года в Закопане-Косцелиско стал чемпионом в эстафете в составе сборной России вместе с Иваном Черезовым, Виталием Чернышевым и Алексеем Чуриным. Также на этом турнире стал четвёртым в индивидуальной гонке, 11-м — в спринте и восьмым — в гонке преследования.
На чемпионате мира среди юниоров 2000 года в Хохфильцене стал серебряным призёром в эстафете, а также занял седьмое место в индивидуальной гонке.

### Взрослая карьера
На чемпионате России 2011 года стал серебряным призёром в суперпреследовании.
Призёр соревнований «Ижевская винтовка» в эстафете. Бронзовый призёр первенства России среди спортсменов до 26 лет в масс-старте (2004).
В 2012 году завершил профессиональную карьеру, в дальнейшем выступал в любительских соревнованиях. Победитель чемпионата Чувашии по летнему биатлону 2012 года.
Работает тренером по биатлону в СДЮСШОР № 2 г. Чебоксары. Участвовал в организации биатлонных соревнований зимней Олимпиады в Сочи.
Окончил Чувашский государственный педагогический университет им. И. Я. Яковлева (Чебоксары, 2008).